# Pangkalan (Pituruh)
Pangkalan is een bestuurslaag in het regentschap Purworejo van de provincie Midden-Java, Indonesië. Pangkalan telt 287 inwoners (volkstelling 2010).